# Thyestarcha
Thyestarcha är ett släkte av fjärilar. Thyestarcha ingår i familjen praktmalar, Oecophoridae.
Kladogram enligt Catalogue of Life:
| Thyestarcha | \| \| Thyestarcha acrogypsa \| \| \| \| \| \| Thyestarcha edax \| \| \| \| |
|             | \| \| Thyestarcha acrogypsa \| \| \| \| \| \| Thyestarcha edax \| \| \| \| |
|             | Thyestarcha acrogypsa                                                      |
|             |                                                                            |
|             | Thyestarcha edax                                                           |
|             |                                                                            |